# 33623 Kyraseevers
33623 Kyraseevers este o planetă minoră (asteroid) din centura de asteroizi. A fost descoperită pe 12 mai 1999 la Experimental Test Site⁠(d) de Lincoln Near-Earth Asteroid Research. 
Obiectul prezintă o orbită caracterizată de o semiaxă mare de 2,3515004 UAi, o excentricitate de 0,15, o înclinație de 2,98481 ° în raport cu ecliptica.